# Sophie Pagay
Sophie Pagay, eigentlich Sophie Papigay, gebürtig Sophie Johanna Berg (* 22. April 1857 in Brünn; † 23. Jänner 1937 in Berlin), war eine österreichische Schauspielerin.

## Leben
Die Tochter eines Postbeamten übernahm schon siebenjährig erste Theaterrollen und gab ihr Profi-Debüt 1872 am Stadttheater Brünn als Hedwig in Sie hat ihr Herz entdeckt, einem Lustspiel von Wolfgang Müller von Königswinter. Weitere Engagements erhielt sie in Reval, Kiel, Görlitz, Breslau, Augsburg und Hannover.
1885 wurde Pagay an das Residenztheater in Berlin verpflichtet, ab 1896 spielte sie am Lessingtheater und ab 1899 am Hoftheater. Max Reinhardt holte sie 1912 an das Deutsche Theater.
Ihr Fach war anfangs das der Munteren und Naiven, zum Beispiel als Marthe Schwerdtlein in Faust und Luise Millerin in Kabale und Liebe, später war sie unter anderem als Amme in Romeo und Julia oder Gina in Die Wildente zu sehen. Seit 1916 wirkte Pagay in Stummfilmen mit und war hier in den 20er Jahren eine vielbeschäftigte Nebendarstellerin, beispielsweise als Mutter, Tante, Haushälterin oder Nachbarin. Sie war mit dem Schauspieler Hans Pagay (1845–1915) verheiratet, ihre Schwägerin war die Theaterschauspielerin und Operettensängerin Josefine Pagay (1849–1892).
Sophie Pagays Grabstätte befindet sich auf dem Wilmersdorfer Waldfriedhof Stahnsdorf (Feld H II-UR-170).

## Filmografie
- 1916: Die Rache der Toten
- 1917: Das Bildnis des Dorian Gray
- 1918: Carmen
- 1919: Die Fahrt ins Blaue
- 1919: Der Galeerensträfling (2 Teile)
- 1919: Rausch
- 1920: Anna Boleyn
- 1920: Gentlemen-Gauner
- 1920: Niemand weiß es
- 1920: Auri Sacra Fames (2 Teile)
- 1920: Der verbotene Weg
- 1921: Der ewige Kampf
- 1921: Das Haus zum Mond
- 1921: Amor am Steuer
- 1921: Die Hafenlore (2 Teile)
- 1921: Der Mord in der Greenstreet
- 1921: Lotte Lore
- 1922: Die fünf Frankfurter
- 1923: Der Mensch am Wege
- 1924: Auf Befehl der Pompadour
- 1924: Königsliebchen
- 1925: Das Abenteuer der Sybille Brant
- 1925: Das Mädchen mit der Protektion
- 1925: Der Hahn im Korb
- 1926: Fiaker Nr. 13
- 1926: Rosen aus dem Süden
- 1926: Die sieben Töchter der Frau Gyurkovics
- 1926: Zopf und Schwert
- 1926: Das Lebenslied
- 1926: Der Seekadett
- 1926: Die Kleine und ihr Kavalier
- 1926: Der Mann seiner Frau
- 1926: Die Frau in Gold
- 1926: Der gute Ruf
- 1926: Wenn das Herz der Jugend spricht
- 1927: Mädchenhandel – Eine internationale Gefahr
- 1927: Violantha
- 1927: An der Weser
- 1927: Die Hochstaplerin
- 1927: Dr. Bessels Verwandlung
- 1927: Eheskandal im Hause Fromont jun. und Risler sen.
- 1927: Der falsche Prinz
- 1927: Frühere Verhältnisse
- 1927: Die große Pause
- 1927: Das Heiratsnest
- 1927: Der letzte Walzer
- 1927: Wenn Menschen reif zur Liebe werden
- 1927: Wochenendzauber
- 1927: Die Tragödie eines Verlorenen
- 1927: Die Frau die nicht nein sagen kann
- 1927: Liebeshandel
- 1927: Das Mädchen ohne Heimat
- 1927: Herkules Maier
- 1928: Die Heilige und ihr Narr
- 1928: Das Spreewaldmädel
- 1928: Heut’ tanzt Mariett
- 1928: Ossi hat die Hosen an
- 1928: In Werder blühen die Bäume...
- 1928: Lemkes sel. Witwe
- 1928: Die Pflicht zu schweigen
- 1929: Autobus Nr. 2
- 1929: Dich hab’ ich geliebt
- 1929: Der Weg durch die Nacht
- 1929: Geschminkte Jugend
- 1929: Ein kleiner Vorschuß auf die Seligkeit
- 1929: Madame Lu, die Frau für diskrete Beratung
- 1929: Bobby, der Benzinjunge
- 1930: Brand in der Oper
- 1930: Das lockende Ziel
- 1930: Der Sohn der weißen Berge
- 1930: Stud. chem. Helene Willfüer
- 1930: Mach’ mir die Welt zum Paradies
- 1931: Der Tanzhusar
- 1931: Meine Cousine aus Warschau
- 1932: Theodor Körner
- 1932: Skandal in der Parkstraße
- 1933: Drei blaue Jungs – ein blondes Mädel
- 1934: Schön ist jeder Tag den Du mir schenkst, Marie Luise
- 1935: Mach’ mich glücklich